# Zsigmond Sarkadi Nagy
Zsigmond Sarkadi Nagy (* 20. Juni 1955 in Budapest) ist ein ehemaliger ungarischer Radrennfahrer und nationaler Meister im Radsport.

## Sportliche Laufbahn
Sarkadi Nagy war Bahnradsportler und Teilnehmer der Olympischen Sommerspiele 1980 in Moskau. Er bestritt mit dem Vierer Ungarns die Mannschaftsverfolgung. Das Team mit Ervin Dér, Csaba Pálinkás, Zsigmond Sarkadi Nagy und Gábor Szűcs wurde auf dem 12. Platz klassiert.
1975 und 1977 wurde er nationaler Meister in der Mannschaftsverfolgung. 1979, 1981 und 1983 war er erneut mit dem Bahnvierer des FTC Budapest in der Meisterschaft in der Mannschaftsverfolgung erfolgreich. 1986 wurde er Vize-Meister.